# Gyermekágyi tábla a zsidó hagyományban
A gyermekágyi tábla a zsidó hagyományban olyan kézzel írt, vagy nyomtatott és bűvös erejűnek tartott jeleket, valamint különféle bibliai, illetve kabbalisztikus szövegeket tartalmazó amulett, amely szülés idején és azt követően a gyermekágyas anya szobájának falára, esetleg a szoba bejáratára van felakasztva. Célja a szülőanya, valamint az újszülött gyermek védelme a démonok ellen, a szemmel verés (héberül: עַיִן הָרַע – ajin hara, jelentése: „a rossz szem”, a „gonosz tekintet”) és más „varázslat” elhárítása, valamint a már bekövetkezett betegségek gyógyítása.

## A fogalom bemutatása
Az újszülöttekhez számos szokás és néphit kapcsolódik, melyek lényege és legfontosabb célja az élet mindenáron való megtartása. A vallásos zsidók számára evidencia, hogy a gyermekáldás az Örökkévaló ajándéka: „Íme, Isten adta birtok a gyermek, – jutalom: a gyümölcse a méhnek.” Éppen ezért, a zsidó családok egy része használt olyan amuletteket, amelyek hitük szerint védelmet jelentettek a rendkívül magas arányú csecsemőhalandóság ellen.
Az amulett (héberül: קָמֵיעַ – kamea) a zsidó hagyományban nemcsak a viselhető, testen hordható tárgyakat jelenti, hanem egy annál nagyobb fogalomkört. A szó posztbiblikus eredetű, a קמע szógyök eredeti jelentése: ’kötözni’, tehát a testhez „kötözött”. Nem kétséges, hogy a gyermekek esetén az ókorban még a testre (leginkább a kézre) kötözték az amulettet, ahogyan ezt a Talmud szövegében több helyen olvashatjuk. Később azonban a szó jelentése kibővült, más mágikus tárgyakra is elkezdték használni, amelyek szintén mágikus szöveget tartalmaztak, de már nem „kötözték” azokat a testhez, vagyis a szó etimológiájában tetten érhető eredeti funkció már nem érvényesült a használati eszköz későbbi, kiterjedt szerepkörében.
Legyen az testen hordható, vagy falra kifüggesztett amulett, a zsidó folklór úgy tartja, hogy az újszülött – akinek a születéskor még nincs neve! – legnagyobb veszélyben a névadásig van. A fiúgyermek a körülmetélésekor (héberül: בְּרִית מִילָה – brit mila), ha egészséges, a születést követő nyolcadik napon kap nevet, a leánygyermek pedig, amikor a zsinagógában az apát felhívják a Tórához: jellemzően a születést követő egy-két hét során. A név nemcsak azonosításra szolgál, hanem szimbólum is, amely az őt viselő személlyel való szellemi kapcsolatot érzékelteti (lásd a Jákob és az angyal közti viadal leírását, amikor Jákob megkapja az „Izrael” nevet). A Kabbalában a teremtéssel összefüggésben úgy magyarázzák, hogy a név kapcsolja össze az embert a lelkével, vagyis a néven át áramlik a testbe az életerő, és a név minden betűjét isteni erő hatja át. Következésképpen a gyermekágyas démonoknak azért tulajdonítanak nagy jelentőséget a születés utáni napokban, mert azok kihasználják az újszülött „névtelensége” okán az isteni erő hiányát.

## Története
A gyermekágyas démonok közül a zsidó hagyományban a Lilit nevű démonikus lény emelhető ki, ahogy a görögkeleti, ortodox keresztény kultúrkörben a Gello, a muszlim világban a Qarīna bírnak jelentőséggel. Maga a Lilit név (héberül: לִילִית – lilit) a Héber Bibliában csupán egyszer fordul elő, Jesájá (Ézsaiás) próféta könyvében (Jes. 34:14). A Mózes első könyvéhez írt midrások szerint Ádám (héberül: אָדָם – Adam, köznévi értelemben a ’férfi’-ra használatos) első felesége nem Éva volt (héberül: חַוָּה – Hava, köznévként a ’nő’-re utalva), hanem Lilit, aki azonban nem porból lett teremtve, hanem szennyből és üledékből, és kapcsolatukból számtalan démon született. A Ben Szira alfabétája című midrás-gyűjteményben (héberül: אלפאביתא דבן סירא – Alfabeta de-ben Szira), melyet egyesek pszeudonim, mások pszeudo-epigrafikus iratnak tartanak, és amely a zsidó és kapcsolódó hagyományokban a Lilit elleni védekezés „alapműve” lett, az alábbi történet szerepel: Miután Lilit sértődöttségében elhagyta az Édenkertet, Ádám panasszal fordult Istenhez, aki erre tüstént leküldte Szenoj, Szanszenoj és Szemangelof angyalokat, hogy hozzák vissza Lilitet. A Vörös-tenger mellett találtak rá (a héber szövegben: שעתידין המצריים למות שם בתוך הים במים עזים – jelentése: 'a hatalmas vizű tengerben, amelyben később az egyiptomiak meghaltak'), majd miután megfenyegették, hogy vízbe fojtják, Lilit a következő esküfogadalmat tette: „Hogyan halhatnék meg, amikor Isten azt rendelte, hogy döntsek minden újszülött gyermek életéről, a fiúkról életük nyolcadik napjáig, vagyis a körülmetélésig, a leányokról pedig a huszadik napig? Mindazonáltal megígérem, hogy ha egy újszülöttön olyan amulettet látok, amelyen a ti hármatok neve vagy képmása van, megkímélem a gyermek életét.”
A gyermekágyas démonok, valamint a tőlük ráolvasással, tehát bűvös erejűnek tartott szöveg elmondásával, és az azokat tartalmazó amulettel való védekezés eszméje a néprajztudomány szerint mezopotámiai (sumer-babiloni) eredetű. A babiloni varázslók hatása döntő jelentőségű volt a zsidóságra a fogság idején, de közvetlenül hatott a görög-római világra is – ezt támasztják alá a kultúrában párhuzamosan, egymástól függetlenül is megjelenő, tartalmilag és formailag rokon ráolvasások (Lilit és Gello). Ezeknek a szövegeknek legfontosabb közös tartalmi eleme maga a démonikus lény, valamint az ellene történő védekezés módja, a nevek felírása, és ezzel összefüggésben az amulett „eredetmagyarázó mondája”-motívum. A zsidóságban már a posztbiblikus időszakban a Lilit-ráolvasás volt a legnépszerűbb, holott léteztek más hasonló hagyományok is.
A Salamon testamentuma című, kb. 1–5. századi pszeudoepigrafikus műben, mely a zsidó és korai keresztény vallási irodalomnak egy sajátos műfajába tartozik, szerepel egy, a Lilitéhez hasonló történet. A görög nyelven, számtalan szövegváltozatban fennmaradt műben Salamon király áll szemben egy Obizuth/Obüzúth nevű démonnal, aki éjjel sorba látogatja a gyermekágyasokat, hogy újszülött csecsemőket öljön, kárt tegyen a szemükben, szájakat bélyegezzen meg, elpusztítsa az értelmet, és a testekkel fájdalmat éreztessen, de bevallja Salamon királynak, hogy ahol Rafael angyal nevét és annak számértékét (ami 640) tudják és felírják, ott nem tud bántani.
Szintén a késő ókorban, a 3. század végén keletkezhetett a zsidó misztika klasszikus szövegeinek, az ún. hekhalot-irodalomnak egyik korai képviselője, a Széfer ha-razim (héberül: ספר הרזים – jelentése: „titkok könyve”) című alkotás. A kairói genizában megtalált töredékek alapján 1963-ban „újra felfedezett” szöveg szerint négy ezüstlemezre kell felírni az angyalneveket, majd azokat kifüggeszteni a gyermekágyas szoba négy falára.
Annak ellenére, hogy a varázslást és a démonokkal kapcsolatos hiedelmeket a Biblia tiltja, a mágikus eljárásoknak a zsidó hagyományban az ókortól napjainkig ugyanúgy megvan a maguk története, mint más tradíció-rendszerekben – úgymint pl. a görögben, amelyik különösen hatásosnak tartotta a zsidó hagyományokból származó héber és arám nyelvű bajelhárítókat.
Az újkori gyermekágyi táblák mintapéldánya a Szefer Raziel (héberül: ספר רזיאל המלאך – szefer Raziel ha-malakh, jelentése: ’Raziel angyal könyve’) című könyv 1701-es amszterdami kiadása, melyben megtalálható a Ben Szira alfabétájában már ismert formula legrégebbi „reprintje”. A szöveg egyik érdekessége, hogy Lilitet az „első Évaként” (héberül: חוה ראשונה – Hava risona) szólítja meg és emlékezteti az általa korábban tett esküre. A szöveg prototípus-jellegére utal, hogy még arra is tartalmaz instrukciót, hogy a megvédendő gyermek nevét a formulán belül konkrétan hova kell beírni. Ezen felül még 70 angyalnév, továbbá a Szenoj, Szanszenoj és Szemangelof angyalok feltételezett rajzai találhatók az oldalon.
Az újkorban, a könyvnyomtatás elterjedésével már nem kézzel írt, hanem nyomtatott szövegekkel találkozhatunk. Ebből következik, hogy a démonelhárítók használata tömegessé és megszokottá vált, a 20. századra pedig már szinte mindennapos volt (lásd a későbbiekben ismertetett szövegeket). Egyes helyeken, különösen Észak-Afrikában, Szíriában, Etiópiában, Jemenben és némely izraeli haszid közösségben mind a mai napig használnak olyan amuletteket, melyeknek különleges varázserőt tulajdonítanak.

## Elnevezései
A földrajzi terület, a kultúrkör és a történelmi időszak függvényében a gyermekágyi táblának – az adott zsidó közösség nyelvhasználatát is figyelembe véve – több elnevezése ismert. Az alábbi táblázatok nyelvjárásonként ismertetik, hogyan alakult a szó használata, s egyúttal azt is szemléltetik, hogy a különböző közösségek milyen szerepben használták az amulettet.
Az askenázi zsidóság otthonaiban megtalálható legtöbb tárgyra létezik jiddis nyelvű kifejezés. Ahogy a szavak többsége esetén, a gyermekágyi táblára vonatkozó jiddis szóösszetételeknek is megvannak a német nyelvben megegyező jelentésű és hangzásban hasonló megfelelői:
Jiddis (ייִדיש)
Fonetikus átírás
Német megfelelő
Magyar jelentés
קימפּעט-טאָוול
kimpet-tovl
Kindbett-Tafel
’gyermekágyi tábla’
קימפּעט-צעטל
kimpet-cetl
Kindbett-Zettel
’gyermekágyi cetli’
קימפּעט-בריוול
kimpet-brivl
Kindbett-Brief
’gyermekágyi üzenet’
Ugyanehhez a csoporthoz tartoznak az olyan szóösszetételek is, melyekben a második tagként szereplő jiddis szavakat – szemben a német Kindbett szóval rokonságot mutató jiddis kimpet szóval – egy-egy héber szó vagy kifejezés előzi meg:
Jiddis (ייִדיש)
Fonetikus átírás
Héber szó forrása
צעטל-שיר המעלות
sir hamalojsz-cetl
’Lépcsők éneke-cetli’
צעטל-שמיר
smir-cetl
’őrző-cetli’ (héberül: שמירה – jelentése: ’őrzés’)
קוויטל-יולדת
joldesz-kvitl
’szülőanya-cetli’
A szefárdi zsidóságra inkább a héber nyelvű szókapcsolatok használata volt jellemző, bár az alábbi szófordulatok előfordulnak askenázi közösségekben is:
Héber (עברית)
Fonetikus átírás
Magyar jelentés
שיר המעלות ליולדת
sir ha-maalot le-joledet
’Lépcsők éneke a szülőanyáért’
שמירה לילד וליולדת
smira la-jeled u-la-joledet
’gyermek és szülőanya őrzése’
שמירה לבית וליולדת
smira la-bajit u-la-joledet
’ház és szülőanya őrzése’

## Szövegismertetés
A közgyűjteményekben található, illetve az esetleg még mindig használatban lévő gyermekágyi tábláknak megvannak az általánosan előírt (kötelező) és az egyediséget jelentő (szabadon választható) elemei. A Magyarországon fellelhető példányokat többek között a Budapesti Zsidó Múzeumban és a Magyar Zsidó Levéltárban őrzik. Most következzék közülük néhány olyan szövegváltozatnak az ismertetése, amelynek a hagyománytörténet szempontjából releváns a tartalma.
A Budapesti Zsidó Múzeumban található két szegulát (héberül: סְגֻלָּה – jelentése: ’varázsszer’, ’talizmán’, ’becsesség/kincs’) Fröhlich Ida tette közzé. Tanulmányában két változatot mutat be. A rövidebb szövegváltozattal kapcsolatban megállapítja, hogy a bajelhárító szövegek egyik legfontosabb alkotóelemének számító 121. zsoltár nem volt mindig része a kompozíciónak. Példaként felhozza az ún. gáoni korszakból (7–11. század) származó Simmus Tehillim (héberül: שמוש תהלים – jelentése: ’a zsoltárok [mágikus] használata’) című gyűjteményt, melynek szerzője úgy tartja, hogy a 126. zsoltárt használták a gyermekágyas démonok ellen elhárító céllal. A héber eredeti szerint az amulettre (a szövegben: „kámeára”) kell írni a zsoltár szövegét, továbbá a már bemutatott három angyalnevet, majd kirakni a ház négy részén.
A másik, hosszabb szövegváltozat alapján pedig nyomon követhető, hogy a zsidó hagyományban miként változott meg a Ben Szira alfabétájában elmesélt történet, illetve Élijáhu (Illés) próféta személyében hogyan igazították azt az adott korhoz. Élijáhunak a rabbinikus hagyomány – mint az eljövendő messianisztikus kor előhírnökének – mindig is nagy jelentőséget tulajdonított. Alakja a Lilittel kapcsolatos hagyományban David Lida Szod ha-Sem (héberül: 'סוד ה – jelentése: ’a Név [Isten] titka’) című műnek 1710-ben megjelent kiadásában szerepel először. Ebben a variánsban tehát, szemben a Lilit-történetben szereplő három angyallal, maga Élijáhu jelenik meg. Az úton találkozik Lilittel, aki elmondja, hogy épp egy asszony (a név itt behelyettesítendő az amulett használójának a nevével) szülőszobájába megy, hogy elvegye az újszülött fiút, megigya vérét, kihörpintse csontvelejét, elgyöngítse testét. Erre Élijáhu átok (héberül: חֵרֶם – hérem) alá veszi Lilitet, mire az könyörögni kezd, és a már jól ismert esküfogadalmat teszi. Az is nóvum, hogy Lilit elárulja mind a 17 nevét, melyeket fel kell írni az amulettre. A későbbi amulettekben, ahogy a következő részletesen ismertetett szövegben is, már ez a variáns jelenik meg.
A Magyar Zsidó Levéltárban található példányt egy Mordekháj nevű szofer (tóra-, tfilin- és mezuza-író) készítette Nyitrán, 5592-ben (a polgári időszámítás szerint 1832-ben). A rézmetszet, melynek eredeti réz nyomólemeze a Krakkói Nemzeti Múzeum gyűjteményében található, nagyjából akkora, mint egy imakönyv: 18,3 x 12,5 cm. A nyomtatott papírlapon az alábbi feliratok találhatók:
A téglalap felső negyedében két szárnyas angyal egyik kezével מזל טוב (mazal tov, jelentése: ’jó szerencsét’) feliratú drapériát, másik kezében pajzsot tart. A pajzson a 20. zsoltár szövege olvasható.
A pajzs alatt középen Ábrahámnak, a zsidó nép ősatyjának neve olvasható. A többi ősatyának (Izsák, Jákob), a zsidó vallástörténelem fontos alakjainak (Mózes, Áron, Dávid, Salamon) és az ősanyáknak (Sára, Rebeka, Ráhel, Lea) a nevei kétoldalt, áttört geometrikus-indás díszítés között olvashatóak.
A két angyal alatt Ádám és Éva (héberül: אדם וחוה – Adam ve-Hava) neve látható, valamint nagyobb betűkkel kiemelve a Lilit távoltartására szolgáló amulett-formula: „Kint (legyen) Lilit, az első nő” (héberül: חוץ לילית חוה ראשונה – huc Lilit Hava risona). A szöveg jelentése lényegében annyi, hogy Ádám és Éva bent legyenek (a körön belül), míg Lilit kint maradjon (a körön kívül).
Alatta a három varázserejűnek tartott név: Szenoj, Szanszenoj és Szemangelof (héberül: סנוי סנסנוי וסמנגלף) felsorolása olvasható.
Majd az a midrás-történet következik, amelyben Élijáhu legyőzi Lilitet.
Alatta nagyobb betűkkel található Lilit különböző neveinek felsorolása.
A gyermekágyi tábla szövegét a 121. zsoltár zárja (részlet: „A hegyek felé emelem szemeimet: honnan jön segítségem? [...] Nappal nem ver téged a nap, sem éjjel a hold. Az Örökkévaló megőriz téged minden rossztól, megőrzi lelkedet.”). Ez egy tórai mondatból formált Dávid-csillagot vesz körül. A csillag közepén nagyobb betűkkel Isten egyik neve látható (héberül: שדי – Sáddáj, magyarul: ’Mindenható’).
Legalul, a tábla írójának neve és a dátum (héberül: מרדכי סופר סת"ם מק"ק נייטרא תקצב פ"ק – jelentése: ’Mordekhaj az írnok, Nyitra szent községéből, 592 a kis időszámítás szerint’). Mellette két oldalt szintén egy tórai idézet szerepel (héberül: מכשפה לא תחיה – mekhasefa lo tehájé, jelentése: ’varázslónőt ne hagyj élni’). A mondat három szava mind a hat lehetséges sorrendben megtalálható – a mondatot alkotó szavak összecserélése szintén egy hermetikus motívum.